# Amphioctopus rex
Amphioctopus rex is een inktvissensoort uit de familie van de Octopodidae. De wetenschappelijke naam van de soort werd voor het eerst geldig gepubliceerd in 1999 door Nateewathana en Norman als Octopus rex.